# کبوتر بال‌برنزه نیو بریتن
کبوتر بال‌برنزه نیو بریتن (نام علمی: Henicophaps foersteri) نام یک گونه از سرده کبوتر بال‌برنزی است.